# شهر انبار
انبار یا انبیر از شهرهای قدیم خراسان در ناحیه جوزجان بوده‌است. این شهر هم‌اکنون با نام سرپل در ولایت سرپل افغانستان قرار دارد.
به نوشته لغت‌نامه دهخدا به آن شهر «انبیر» هم گفته می‌شده‌است. بنابر نوشته ابن حوقل یک روز از اشبورقان فاصله داشته و بزرگتر از مروالرود و دارای تاک‌ها و فراخی نعمت و باغ‌ها و بناهایش از گل بوده‌است.
بنوشته لغت‌نامه دهخدا اکنون شهری بدین نام وجود ندارد، ولی شهر انبار در نزدیکی محل کنونی شهر سرپل در قسمت علیای رودخانه شبورقان واقع بوده‌است.
دهخدا می‌افزاید احتمال دارد انبار همان شهری باشد که ناصرخسرو در مسافرتش به شبورقان (اشبورقان) از آنجا عبور کرده و آن را کرسی جوزجانان خوانده است. وی همچنین از مسجد جامع بزرگ آنجا سخن گفته است.